# Лакме
«Лакме» (фр. Lakmé) — опера в трёх актах, написанная Лео Делибом на либретто Эдмона Гондине и Филиппа Жиля, основанном на романе Пьера Лоти «Рараю, или Женитьба Лоти». Как многие другие французские оперы конца XIX века, в том числе «Искатели жемчуга» Бизе и «Король Лахорский» Массне, «Лакме» наполнена восточным колоритом и была написана специально для Марии ван Зандт.
Премьера состоялась 14 апреля 1883 года в Опера Комик в Париже.
На русском языке впервые прозвучала в Москве в Большом театре в 1895 году. Автор русского перевода либретто — Екатерина Клетнова.

## Содержание
Действие происходит в конце XIX века в британской Индии. Многие индусы вынуждены верить в своих богов тайно. Джеральд, английский офицер, случайно набредает на священный храм брахман. Он встречает Лакме (её имя происходит от санскритского Лакшми), дочь верховного жреца Нилаканты. Молодые люди влюбляются друг в друга. Нилаканта призывает к мести англичанину, опозорившему храм.
На базаре Нилаканта заставляет Лакме соблазнительно петь («легенда», ария с колокольчиками — «Légende du Paria», «Ah!… Par les dieux inspires… Où va la jeune indoue»), для того, чтобы святотатец выдал себя. Когда Джеральд выступает вперёд, Лакме падает в обморок, а Нилаканта ранит Джеральда. Лакме уводит возлюбленного в секретное укрытие в лесах, где лечит его.
Когда Лакме уходит за святой водой, которая должна подкрепить клятвы молодой пары, Фредерик, другой офицер, появляется перед Джеральдом и напоминает ему о долге перед королевой. Вернувшись, Лакме видит, как изменилось поведение любимого, и понимает, что потеряла его. Она кончает с собой, съев ядовитое растение.

## Действующие лица

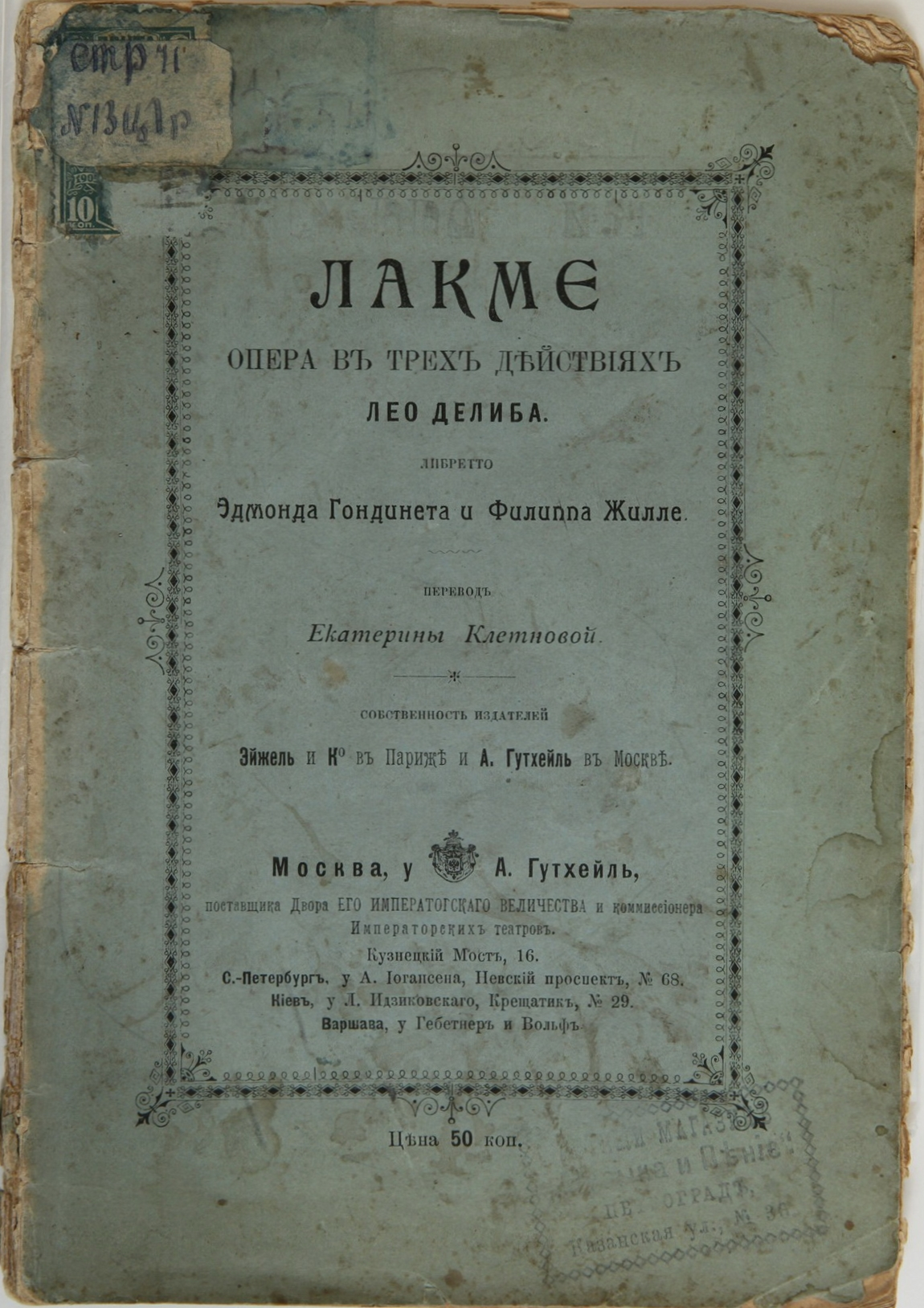
Обложка русского перевода либретто оперы.
Автор — Екатерина Клетнова,
издательство — «А. Гутхейль», 1892

| Джеральд, английский офицер | тенор                |
| Нилаканта, старший индийский брамин | бас                  |
| Лакме, дочь индийского брамина Нилаканты | колоратурное сопрано |
| Фредерик, друг Джеральда | баритон или бас      |
| Хаджи, слуга Нилаканты | тенор                |
| Маллика, прислужница Лакме | меццо-сопрано        |
| Елена, дочь английского губернатора в Индии | сопрано              |
| Роза, её сестра | сопрано              |
| Миссис Бенсон, гувернантка Елены | меццо-сопрано        |
| Предсказатель судьбы (тенор), карманник (баритон), китайский купец (тенор), шесть моряков (басы), офицеры, дамы, торговцы, брахманы, музыканты (хор) |                      |

## Содержание
- Prelude

### Акт I
- No. 1 Introduction: «À l’heure accoutumée» (Nilakantha)
- Prière: «Blanche Dourga» (Lakmé, Nilakantha)
- No. 1 Bis — Scène: «Lakmé, c’est toi qui nous protégeons!» (Nilakantha, Lakmé)
- No. 2 — Duetto: «Viens, Malika» (Lakmé)
- Scène: «Miss Rose, Miss Ellen» (Gérald)
- No. 3 — Quintette & Couplets: «Quand une femme est si jolie» (Gérald)
- Récitatif: «Nous commettons un sacrilege» (Gérald)
- No. 4 — Air: «Prendre le dessin d’un bijou» (Gérald)
- No. 4 Bis — Scene: «Non! Je ne veux pas toucher» (Gérald, Lakmé)
- No. 5 — Récitatif & Strophes: «Les fleurs me paraissent plus belles» (Lakmé)
- No. 5 Bis — Récitatif: «Ah! Malika! Malika!» (Lakmé)
- No. 6 — Duo: «D’où viens-tu? Que veux-tu?» (Lakme, Gérald)
- No. 6 Bis — Scene: «Viens! La! La!» (Nilankantha, Lakmé)
- Entr’acte

### Акт II
- No. 7 — Choeur & Scène du marche: «Allons, avant que midi sonne»
- No. 7 Bis — Récitatif: «Enfin! Nous aurons du silence!»
- No. 8 — Airs de danse: Introduction
- No. 8 — Airs de danse: Terana
- No. 8 — Airs de danse: Rektah
- No. 8 — Airs de danse: Persian
- No. 8 — Airs de danse: Coda avec Choeurs
- No. 8 — Airs de danse: Sortie
- Récitatif: «Voyez donc ce vieillard»
- No. 9 — Scène & Stances: «Ah! Ce vieillard encore!» (Nilankantha, Lakmé)
- No. 9 Bis — Récitatif: «Ah! C’est de ta douleur» (Lakmé, Nilankantha)
- No. 10 — Scène & Legende de la fille du Paria (Air des Clochettes):
«Ah!… Par les dieux inspires… Où va la jeune indoue» (Lakmé, Nilankantha)
- No. 11 — Scène: «La rage me dévore» (Nilankantha, Lakmé)
- No. 12 — Scène & Choeur: «Au milieu des chants d’allegresse» (Nilankantha, Lakmé)
- No. 12 Bis — Récitatif: «Le maître ne pense qu'à sa vengeance»
- No. 13 — Duo: «Lakmé! Lakmé! C’est toi!» (Lakmé, Gérald)
- No. 14 — Finale: «O Dourga, toi qui renais» (Gérald)
- Entr’acte

### Акт III
- No. 15 — Berceuse: «Sous le ciel tout étoile» (Lakmé)
- No. 15 Bis — Récitatif: «Quel vague souvenir alourdit ma pensée?» (Gérald, Lakmé)
- No. 16 — Cantilène: «Lakmé! Lakmé! Ah! Viens dans la forêt profonde» (Gérald)
- No. 17 — Scène & Choeur: «La, je pourrai t’entendre» (Lakmé, Gérald)
- No. 18 — Scène: «Vivant!» (Gérald)
- No. 19 — Duo: «Ils allaient deux à deux» (Lakmé, Gérald)
- No. 20 — Finale: «C’est lui! C’est lui!» (Nilankantha, Lakmé, Gérald)

## Записи

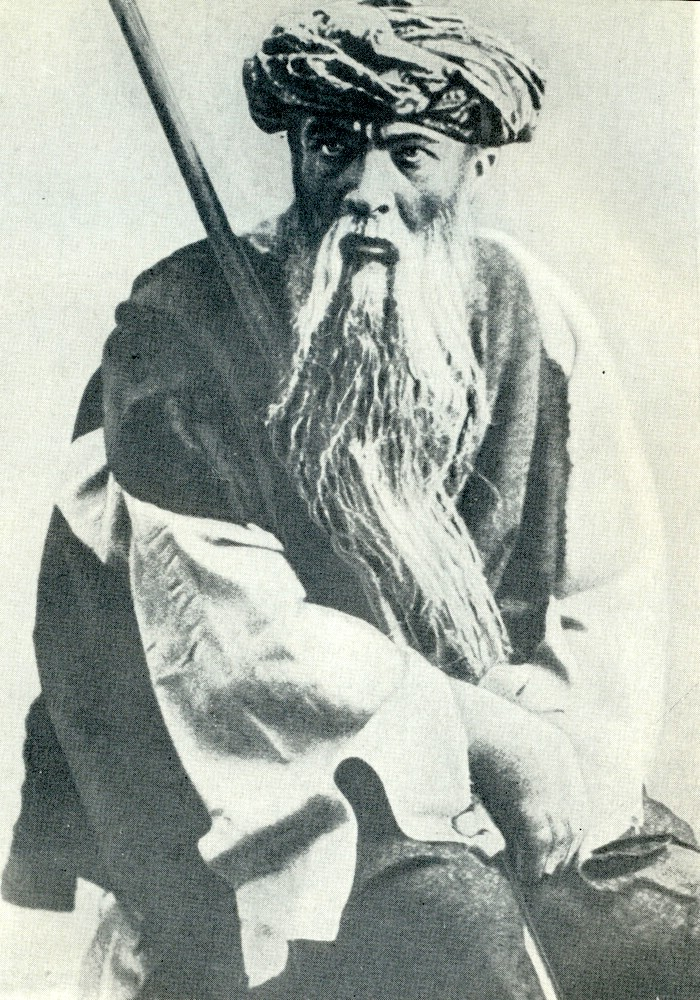
Шаляпин в роли Нилаканты

### Известные аудиозаписи
- «Лакме». Партия Нилаканты — Федор Шаляпин.
- 1940. Спектакль Метрополитен-опера. Партия Лакме — Лили Понс. (The Golden Age; live)
- 1946. Надежда Казанцева, Сергей Лемешев, Анна Малюта.
- 1952. Спектакль Национального театра «Опера-комик». Партия Лакме — Мадо Робен. (Decca)
- 1968. Спектакль Национальной оперы Монте-Карло. Партия Лакме — Джоан Сазерленд. (Decca)
- 1971. Спектакль Национального театра «Опера-комик». Партия Лакме — Мади Меспле. (EMI)
- 1998. Партия Лакме — Натали Дессей. Хор и оркестр Капитолия Тулузы. (EMI Classics).

### Известные видеозаписи
- «Lakmé» (1976, Австралия) (TV). Реж. John Charles. В роли Лакме — Джоан Сазерленд.

## Цитирование
Широко известен «Цветочный дуэт» (Viens, Mallika, les lianes en fleurs… Sous le dôme épais) из первого акта оперы. Часто используется в рекламных роликах, а также в современной обработке.
Используется также в качестве саундтрека в сериале «Интерны»